# Гідродинаміка
Гідродина́міка — розділ гідромеханіки про рух нестисливих рідин під дією зовнішніх сил і механічну взаємодію між рідиною й твердими тілами при їх відносному русі.

## Історія і загальний опис
Основи гідродинаміки заклали в середині XVIII ст. Леонард Ейлер і Даніель Бернуллі. При вивченні певної задачі гідродинаміки використовують основні закони й методи механіки і, враховуючи загальні властивості рідин, дістають розв'язки, що дають змогу визначити швидкість, тиск або дотичні напруження зсуву в будь-якій точці простору, заповненого рідиною. Це дає змогу обчислити, зокрема, і зусилля, що виникають при взаємодії між рідиною й твердим тілом.
Експериментальна Гідродинаміка базується на теорії подібності і розмірностей.
Закони Гідродинаміки використовують при проектуванні суден, літаків, турбін, трубопроводів, гідротехнічних споруд, при дослідженні морських течій, фільтрації підземних вод і нафти в родовищах.

## Групова структура
Множина {\displaystyle G} гладких перетворень многовиду {\displaystyle M} у себе називається групою, якщо
- разом із будь-якими двома перетворенням {\displaystyle g,h\in G} композиція {\displaystyle g\circ h} належить {\displaystyle G};
- разом із будь-яким {\displaystyle g\in G} зворотне перетворення {\displaystyle g^{-1}} також належить {\displaystyle G};

З цих двох умов слідує, що кожна група містить тотожне перетворення {\displaystyle \mathrm {Id} .}
Група є групою Лі, якщо {\displaystyle G} має гладку структуру й вищезазначені операції є гладкими. Наприклад, обертання твердого тіла навколо початку координат утворюють групу Лі {\displaystyle SO(3).} Ця група може бути конфігураційним простором кульки, {\displaystyle S^{2}}, яка катається всередині сфери: {\displaystyle SO(3)\times S^{2}.} 
Дифеоморфізми області {\displaystyle M}, які зберігають елемент об'єму, утворюють групу Лі {\displaystyle \mathrm {SDiff} (M).} Ця група може розглядатися як конфігураційний простір нестиснюваної рідини, яка заповнює виділену область. Течія рідини визначає у кожний момент часу {\displaystyle t} відображення {\displaystyle g^{t}} області течії на себе (початкове положення будь-якої частинки рідини переноситься у кінцеве її положення у момент {\displaystyle t}). Усі скінченні положення, тобто конфігураційні системи (або "перестановки частинок"), утворюють "нескінченновимірний многовид" {\displaystyle \mathrm {SDiff} (M).} Тут {\displaystyle \mathrm {SDiff} (M)} позначає зв'язну компоненту одиниці групи усіх дифеоморфізмів області {\displaystyle M}, які зберігають об'єми. 
Кінетична енергія рідини (за припущення, що її щільність дорівнює 1) є інтегралом (по області течії) від половини квадрату швидкості частинок. Оскільки рідина нестиснювана, інтегрування може здійснюватися як по елементу об'єму, який складається з початкових положень частинок, так й по елементу об'єму {\displaystyle dx,} який займають частинки у момент {\displaystyle t:}
{\displaystyle E={\frac {1}{2}}\int _{M}v^{2}dx,}
де {\displaystyle v} - початкова швидкість частинки рідини: {\displaystyle v(x,t)={\frac {\partial }{\partial t}}g^{t}(y),\,\,x=g^{t}(t)}  ({\displaystyle y} є початковою позицією тієї частинки, яка на момент {\displaystyle t} знаходиться у точці {\displaystyle x}).

## Гідродинаміка підземна
Гідродинаміка підземна, (рос. подземная гидродинамика; англ. subsurface (underground) hydrodynamics; нім. Untertagehydrodynamik f) — розділ гідродинаміки, наука про рух води, нафти та газу в пористих та тріщинних колекторах земної кори. Див. гідрогазомеханіка підземна.

## Дотичні терміни
Гідродинамічний (рос.гидродинамический, англ. hydrodynamic, нім. hydrodynamisch) — пов'язаний з гідродинамікою.
Гідродинамічний опір — опір рідини рухові в ній тіла або опір стінок труб чи каналів рухові рідини;
Гідродинамічний тиск — тиск рухомої рідини.
У гірських породах гідродинамічний тиск — тиск, який здійснює фільтрувальна вода під впливом напору на скелет гірської породи в напрямку свого руху.
Гідродинамічне поле потоку (гідродинамічна сітка), (рос.гидродинамическое поле потока; англ. hydrodynamic flow field; нім. hydrodynamisches Netz n) — сукупність ліній течій та ізобар.

## Інтернет-ресурси
- eFluids [Архівовано 2 лютого 2017 у Wayback Machine.], containing several galleries of fluid motion
- National Committee for Fluid Mechanics Films (NCFMF) [Архівовано 21 жовтня 2016 у Wayback Machine.], containing films on several subjects in fluid dynamics (in RealMedia format)
- List of Fluid Dynamics books